# Serie A2 (calcio a 5 femminile)
La Serie B è il secondo livello del campionato italiano di calcio a 5 femminile. Come il massimo campionato, anch'esso è costituito da squadre dilettantistiche.

## Storia
Il campionato di secondo livello femminile nazionale è stato istituito nella stagione 2015-16 come Serie A, denominazione che ha mantenuto per due anni prima di assumere quella attuale, aumentando inoltre i gironi da tre a quattro. Nella stagione 2024-2025 partecipano 36 squadre divise in quattro gironi, 3 delle quali saranno promosse in Serie A mentre 4 retrocederanno nei rispettivi campionati regionali.

## Albo d'oro
Elenco dei vincitori del campionato di Serie A2; in corsivo sono riportate le squadre vincitrici dei play-off mentre l'asterisco (*) distingue le società che pur avendo guadagnato il diritto di iscriversi in Serie A, vi hanno rinunciato. Dalla stagione 2022-23 la vittoria del girone non comporta l'automatica promozione in Serie A; le società promosse sono contrassegnate con un grado.

### Serie A
| Stagione | Girone A               | Girone B                 | Girone C                      |
| -------- | ---------------------- | ------------------------ | ----------------------------- |
| 2015-16  | Cagliari Thienese      | Napoli Bellator Ferentum | Arcadia Bisceglie P5 Palermo* |
| 2016-17  | Rambla Real Grisignano | Coppa d'Oro* Angelana*   | Real Sandos*                  |

### Serie A2
| Stagione | Girone A             | Girone B                             | Girone C                | Girone D            |
| -------- | -------------------- | ------------------------------------ | ----------------------- | ------------------- |
| 2017-18  | Flaminia             | AZ Gold* Bisceglie                   | Florentia S.G.          | Royal Team Lamezia  |
| 2018-19  | V.I.P.               | Pelletterie Firenze                  | Virtus Ragusa           | New Team Noci       |
| 2019-20  | Rovigo Orange        | Città di Capena                      | Coppa d'Oro*            | DF Fasano*          |
| 2020-21  | Audace Verona Padova | Tikitaka Francavilla                 | Best Sport*             | Bitonto             |
| 2021-22  | V.I.P.               | Pelletterie Firenze Progetto Futsal* | Vis Fondi Molfetta      | Irpinia             |
| 2022-23  | Pero                 | La 10 Soccerº                        | Napoli Atletico Foligno | Royal Team Lameziaº |

### Serie B
| Stagione  | Girone A               | Girone B       | Girone C                       | Girone D  |
| --------- | ---------------------- | -------------- | ------------------------------ | --------- |
| 2023-2024 | Mediterranea C5º Pero* | Roma C5        | Atletico Chiaravalle           | C.M.B.º   |
| 2024-2025 | Athena Sassari FC5     | Virtus Romagna | Women Roma C5º Soccer Altamura | Irpiniaº* |